# Chapelle de l'Immaculée de Saint-Jean-de-la-Ruelle
La chapelle de l'Immaculée est une chapelle catholique située à Saint-Jean-de-la-Ruelle dans le département français du Loiret en région Centre-Val de Loire.
L'édifice est bâti en 1891 et est dédié à l'Immaculée Conception.

## Géographie
La chapelle de l'Immaculée est située à Saint-Jean-de-la-Ruelle, ville de l'agglomération orléanaise dans la rue abbé-de-l'Épée.
La paroisse de Saint-Jean-de-la-Ruelle, dans laquelle la chapelle est située, appartient à la province ecclésiastique de Tours, au diocèse d'Orléans dans la zone pastorale d'Orléans et le doyenné Orléans-Ouest.

## Histoire
Les Frères de l'instruction chrétienne de Saint Gabriel, manquant d'espace dans les locaux de leur école d'Orléans spécialisée pour les sourds et muets, font construire une école à Saint-Jean-de-la-Ruelle en 1891 dans un domaine dénommé la Grange aux Groues ou domaine du Gros-Caillou. Ils se retirent en 1981.
En 2013, l'association de patronage de l’institution régionale des jeunes sourds d’Orléans qui gère l'école fait construire du côté sud une extension pour polyhandicapés et vend le parc à un promoteur immobilier qui y construit des immeubles résidentiels. Les bâtiments constituant le noyau originel de l'école et la chapelle sont également vendus en 2016. Ceux-ci sont achetés par la Fraternité sacerdotale Saint-Pie-X, une société de prêtres catholiques traditionalistes, qui les fait restaurer pour y installer son école maternelle et primaire qu'elle déménage d'Orléans. La chapelle est bénie le 26 mai 2018.
La chapelle sert de lieu de culte aux fidèles de la région attachés au culte en latin d'avant la réforme liturgique de 1965.

## Architecture
La chapelle d'architecture néo-romane possède une nef unique sans transept. L'intérieur de pierre blanche présente un mobilier de la fin du XIXe siècle avec des vitraux représentant des saints[Lesquels ?].